# Alcohol 120%
Alcohol 120% es un programa para hacer copias de seguridad de discos ópticos y emulador de imágenes creado por Alcohol Software. 

## Características
Alcohol 120% permite crear imágenes de discos ópticos, emular y montar hasta 31 unidades virtuales y grabar las imágenes a CD o DVD. Tiene soporte nativo para grabaciones simultáneas a múltiples grabadoras de CD/DVD.

### Requisitos
- Sistema operativo: Windows 95/98/NT/ME/2000/XP/Vista/7/8.x/10
- Microprocesador: 700 MHz
- RAM: 128 MB (recomendado)

La función de grabación de imágenes de Alcohol 120% es capaz de eludir ciertos esquemas de protección contra copias, como SafeDisc, SecuROM y Data Position Measurement (DPM). Sin embargo, ciertos esquemas de protección anticopia requieren un hardware de grabación capaz de reproducir la protección anticopia. También puede crear imágenes de los sistemas de archivos de PlayStation y PlayStation 2. Carece de la capacidad de realizar copias de seguridad de títulos de DVD cifrados con el sistema Content Scramble. Debido a restricciones legales, Alcohol Soft ha optado por no incluir esta función.
Algunos fabricantes de software emplean métodos de listas negras de software para impedir que Alcohol 120% copie sus discos. Al principio, los usuarios tenían que utilizar herramientas de terceros para contrarrestar las listas negras, como Anti-blaxx, CureROM y Y.A.S.U. Más tarde, Alcohol 120% incluyó su propio componente «Alcohol Cloaking Initiative for DRM» (A.C.I.D).
Alcohol Soft ha declarado que no desarrollará un editor de imágenes para Alcohol 120%.
Las últimas versiones de Alcohol 120% vienen con «Alcohol Cloaking Initiative for DRM» (A.C.I.D), que oculta las unidades emuladas de SecuROM 7 y SafeDisc 4. 

## Formatos compatibles
- .mds/.mdf, Media Descriptor Image File, (predeterminado).
- .ccd/.img/.sub, CloneCD
- .cue/.bin, CDRWIN
- .iso, Standard ISO
- .bwt/.bwi/.bws, Blindread
- .cdi, DiscJuggler
- .nrg, Nero Burning ROM
- .pdi, Instant CD/DVD
- .b5t/.b5i, Blindwrite V5/V6 (también .b6t/.b6i)
- .isz, UltraISO

### Formatos compatibles con la herramienta de emulación
- .mds/.mdf, Media Descriptor Image File, (predeterminado).
  - Cuando se emula un DVD, Alcohol 120% solo soporta el formato .mdf/.mds
- .ccd/.img/.sub, CloneCD
- .cue/.bin, CDRWIN
- .iso, Estándar ISO

## Alcohol 52%
Alcohol 52% es una versión de Alcohol 120% sin el motor de grabación. Únicamente permite crear archivos de imágenes y montarlas en discos virtuales.

## Premios
- Premio Epsilon European ShareWare Conference 2006
- Premio Softpedia "100% CLEAN"
- Premio 5 estrellas Pc World n.º 270 en diciembre de 2009[1]